# شهری در آسمان
مستند شهری در آسمان، مجموعه‌ای ده قسمتی دربارهٔ محاصره، سقوط و آزادسازی خرمشهر
است که سید مرتضی آوینی به عنوان آخرین کار خود، اقدام به ساخت آن در مناطق جنگی جنوب نمود. در پایان سال ۱۳۷۱، شش قسمت از این مجموعه آماده شده و در تلویزیون جمهوری اسلامی ایران پخش شده بود. گروه فیلم‌برداری برای پیگیری و اتمام کار، به فکه سفر کرد که این سفر مصادف با کشته‌شدن سید مرتضی آوینی در روز ۲۰ فروردین ماه ۱۳۷۲ شده و کار این مستند ناتمام ماند.